# Miloš Marković (cầu thủ bóng đá, sinh 1986)
Miloš Marković (Милош Марковић; sinh ngày 10 tháng 12 năm 1986 ở Beograd) là một cầu thủ bóng đá Serbia thi đấu cho câu lạc bộ Serbian SuperLiga Borac Čačak ở vị trí hậu vệ phải.

## Sự nghiệp
Miloš Marković, sinh ở Beograd, bắt đầu sự nghiệp ở quê nhà Serbia thi đấu cho FK IMT Beograd. Anh chuyển đến FK Bežanija ở mùa giải 2008–09 và thi đấu ở Serbian First League. Năm 2011, anh chuyển đến FK Novi Pazar thi đấu ở Serbian Superliga. Anh ra mắt ở Serbian SuperLiga thi đấu trước FK Partizan. Năm 2012, anh chuyển đến FK Mladost Lučani và thi đấu ở Serbian First League.